# Alburnoides fasciatus
Alburnoides fasciatus es una especie de pez del género Alburnoides, familia Cyprinidae. Fue descrita científicamente por Nordmann en 1840.
Se distribuye por Europa y Asia: Transcaucasia occidental y ríos de la costa del mar Negro en Turquía hacia el oeste hasta Kizilirmak. La longitud total (TL) es de 13,8 centímetros con un peso máximo de 32 gramos.
Está clasificada como una especie marina inofensiva para el ser humano.